# Sociedad de Antropología, Etnología y Prehistoria de Berlín
La Sociedad de Antropología, Etnología y Prehistoria de Berlín (alemán: Berliner Gesellschaft für Anthropologie, Ethnologie und Urgeschichte) es una sociedad científica para el estudio de la antropología, la etnología y la prehistoria fundada en Berlín por Adolf Bastian y Rudolf Virchow en 1869 como la Sociedad Antropológica de Berlín (alemán: Berliner Anthropologische Gesellschaft).

## Historia
Como organización nacional, la Sociedad Alemana de Antropología, Etnología y Prehistoria se fundó en 1870, pero se disolvió en 1935. Antes de la inflación que siguió a la Primera Guerra Mundial, la sociedad disponía de un patrimonio considerable, procedente de fundaciones muy conocidas, como la de Heinrich Schliemann. Esto permitió a la empresa apoyar económicamente expediciones y excavaciones. Numerosos fondos de los museos berlineses se remontan a investigaciones anteriores de la empresa y algunos de ellos siguen siendo legalmente de su propiedad.

## Archivo
El archivo de la BGAEU conserva material de archivo histórico sobre las actividades de la sociedad y sobre la historia de las disciplinas científicas que representa. Conserva los patrimonios de importantes personalidades como Arthur Baessler, Hans Grimm, Rudolf Virchow y Alfred Maaß, así como amplias colecciones de fotografías históricas originales, que están al cuidado del Museo Etnológico de Berlín, el Museo de Arte Asiático de Berlín y el Museo de las Culturas Europeas.
El archivo se encuentra en el Centro Arqueológico de los Museos Estatales de Berlín y está abierto al público previa cita. El director del archivo es Nils Seethaler.

## Escándalo de racismo provocado por la directora de la colección Babara Teßmann
La Sociedad posee una colección de pruebas antropológicas físicas destacada internacionalmente.
En 2021, el periodista Markus Grill, con el apoyo del jefe de archivos de la Sociedad, logró encontrar en el Centro Arqueológico de los Museos Nacionales cráneos de aborígenes canadienses que se creían desaparecidos de la colección antropológica de la Sociedad.
La administradora de la colección, Barbara Teßmann, que supuestamente desconocía la existencia de estos cráneos, dio una explicación racista sobre la constitución y supervivencia de la colección de cráneos que seguía estudiando: "Los cráneos tienen todos un aspecto diferente". Declaró que los cráneos robados de las tumbas durante la época colonial eran material arqueológico: "¡Por regla general, no devolvemos material arqueológico!" Al mismo tiempo, expresó su falta de interés y lo justificó por su salario insuficiente: "¡No voy a ponerme a abrir cajas!". Se negó a devolver los cráneos robados. 